# L'Apparition du Christ au peuple
 L'Apparition du Christ au peuple ou L' Apparition du Messie (en russe : Явление Христа народу) est un tableau du peintre russe Alexandre Ivanov. Le sujet du tableau reprend le thème du chapitre 3 de l'évangile selon saint Matthieu.

## Histoire de sa création
L'idée d'une grande toile consacrée à l'apparition du Christ au peuple a longtemps occupé l'esprit d'Ivanov. En 1830, grâce à une bourse de la Société impériale d'encouragement des beaux-arts, il part à Rome. Il sentait que cette toile, dont il rêvait, serait un tableau gigantesque qui lui prendrait des années. Voulant obtenir une supplément de bourse pour rester plus longtemps en Italie et souhaitant exercer ses forces avec un tableau de moindre dimension, il réalise en 1835 le tableau L'Apparition du Christ à Madeleine après la Résurrection . Celui ci ne comporte que deux figures : l'une nue et l'autre drapée. La formulation est académique et elle n'a comme signification que celle d'un prélude.

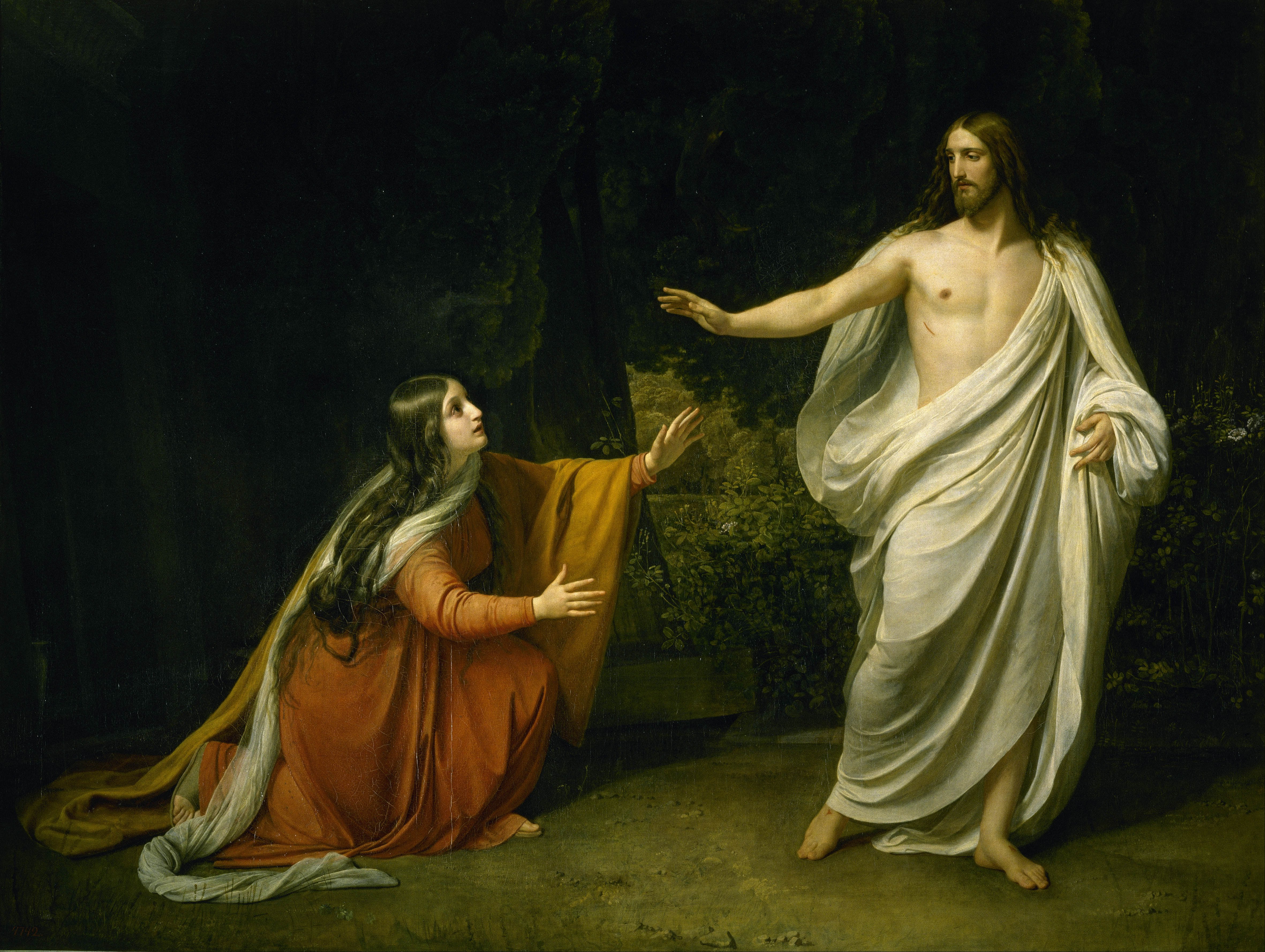
Alexandre Ivanov - L'Apparition du Christ à Marie Madeleine après la Résurrection.

 Trois ans plus tard, en 1837, le peintre entreprend la réalisation de L' Apparition du Christ au peuple. Il ne le terminera qu'en 1857, 20 ans plus tard. 
Pour réaliser ce tableau Ivanov réalisa plus de 600 croquis. C'est la galerie Tretiakov qui acquit les esquisses, le prix du tableau lui-même étant inaccessible. Ivanov le réalisa pour l'Académie russe des beaux-arts comme travail de stage.

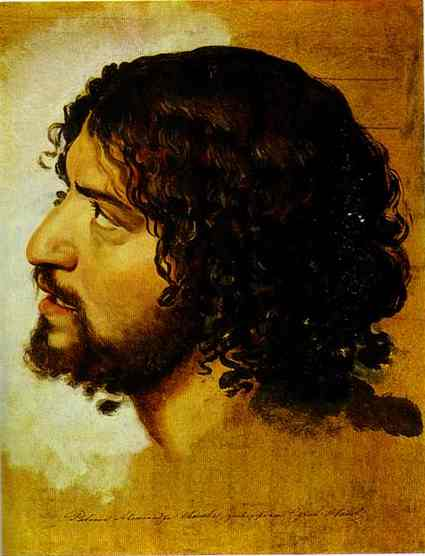
Alexandre Ivanov esquisse
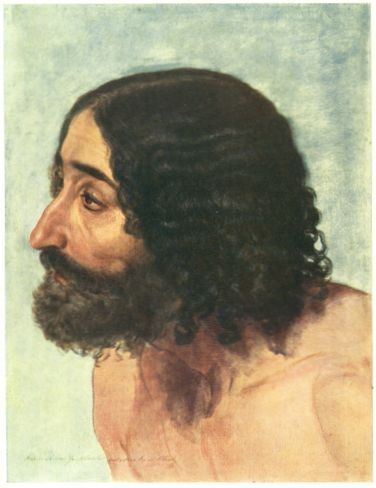
Alexandre Ivanov, tête d'homme, esquisse
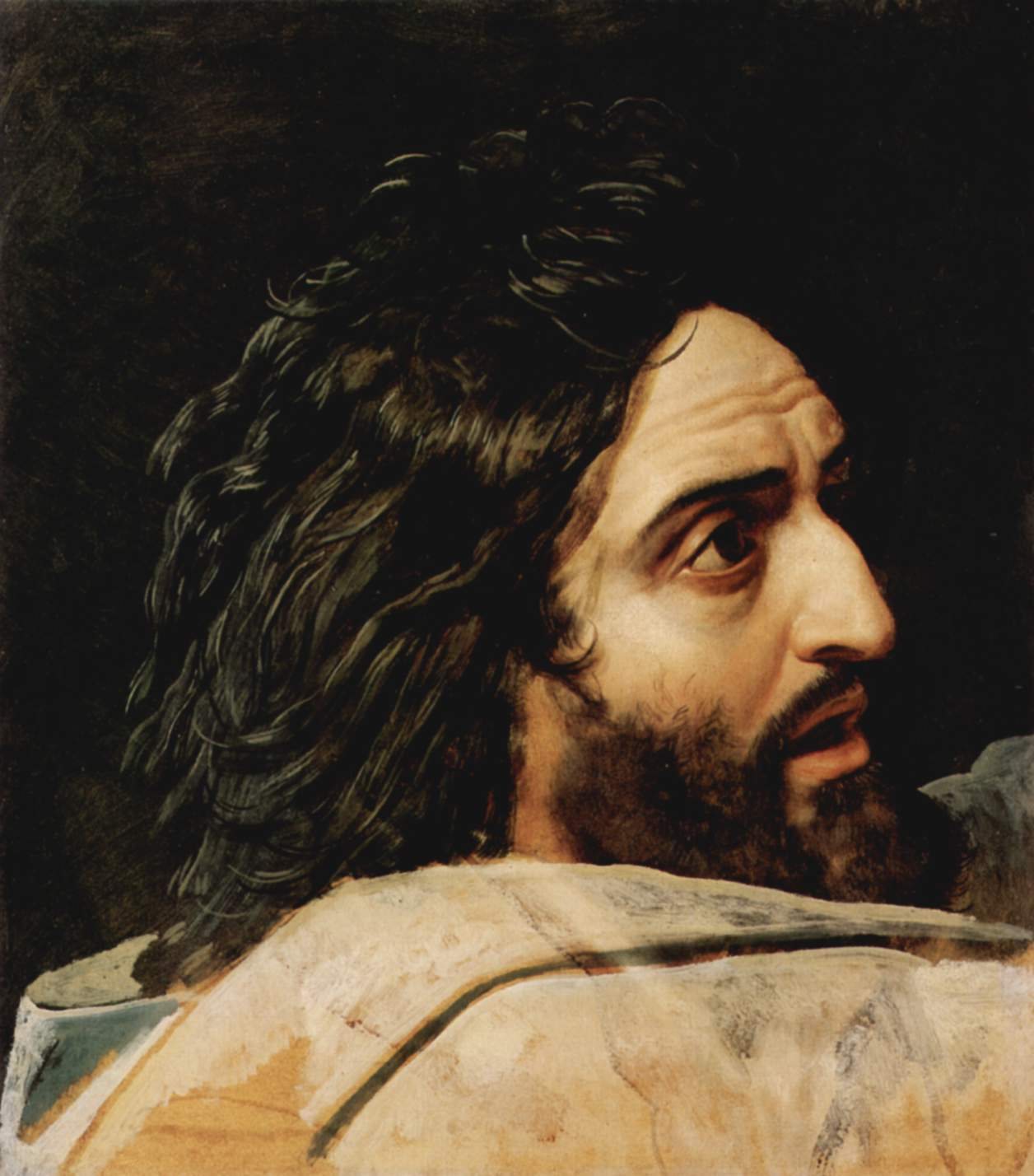
Alexandre Ivanov tête de Jean le Baptiste, esquisse
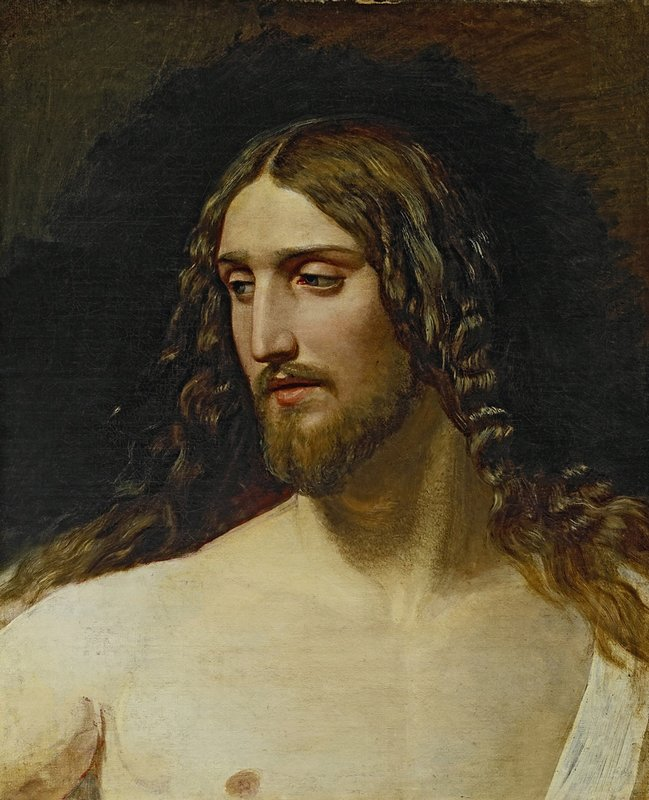
Ivanov Tête de Christ 1824
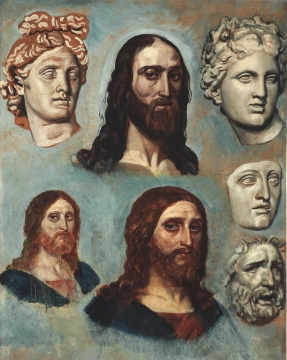
Alexandre Ivanov, esquisses à la galerie Tretiakov

## Sort du tableau
En mai 1858 Ivanov décide de rentrer en Russie à Saint-Pétersbourg, avec son tableau. Il espérait le faire acheter par le Tsar et payer son voyage en Palestine avec le prix obtenu. Son départ de Rome fut pour lui un déchirement. Le Tsar acheta effectivement son tableau mais à peine arrivé à Saint-Pétersbourg, Ivanov est emporté en trois jours par le choléra. 
Vu la taille de celui-ci, les fonds nécessaires au déménagement sont offerts par la Grande-duchesse Elena Pavlovna. Une exposition est organisée dans une salle de l'Académie des beaux-arts. Elle comprend toutes les esquisses, croquis préparatoires. Elle fait forte impression sur le public.
Alexandre Ivanov meurt le 3(15) juillet 1858. Quelques heures après sa mort le tableau de L' Apparition du Christ au peuple est acheté par l'empereur Alexandre II pour la somme de 15 000 roubles. L'empereur l'offre au Musée Roumiantsev qui le déplace de Saint-Pétersbourg à Moscou à la Maison Pachkov où est construit un pavillon particulier pour la toile.
En 1925 ce musée est dissous et l'œuvre est transférée à la galerie Tretiakov. Mais il n'y avait pas d'espace suffisant pour une toile aussi grande. Des discussions ont lieu pour savoir où la placer. Un premier projet prévoit de construire une annexe avec une salle particulière pour les tableaux d'Ivanov. Finalement c'est dans la ruelle Lavrouchinski qu'est construite une annexe pour le tableau. Elle est achevée en 1932 et la toile y est alors exposée. Elle y est encore aujourd'hui.

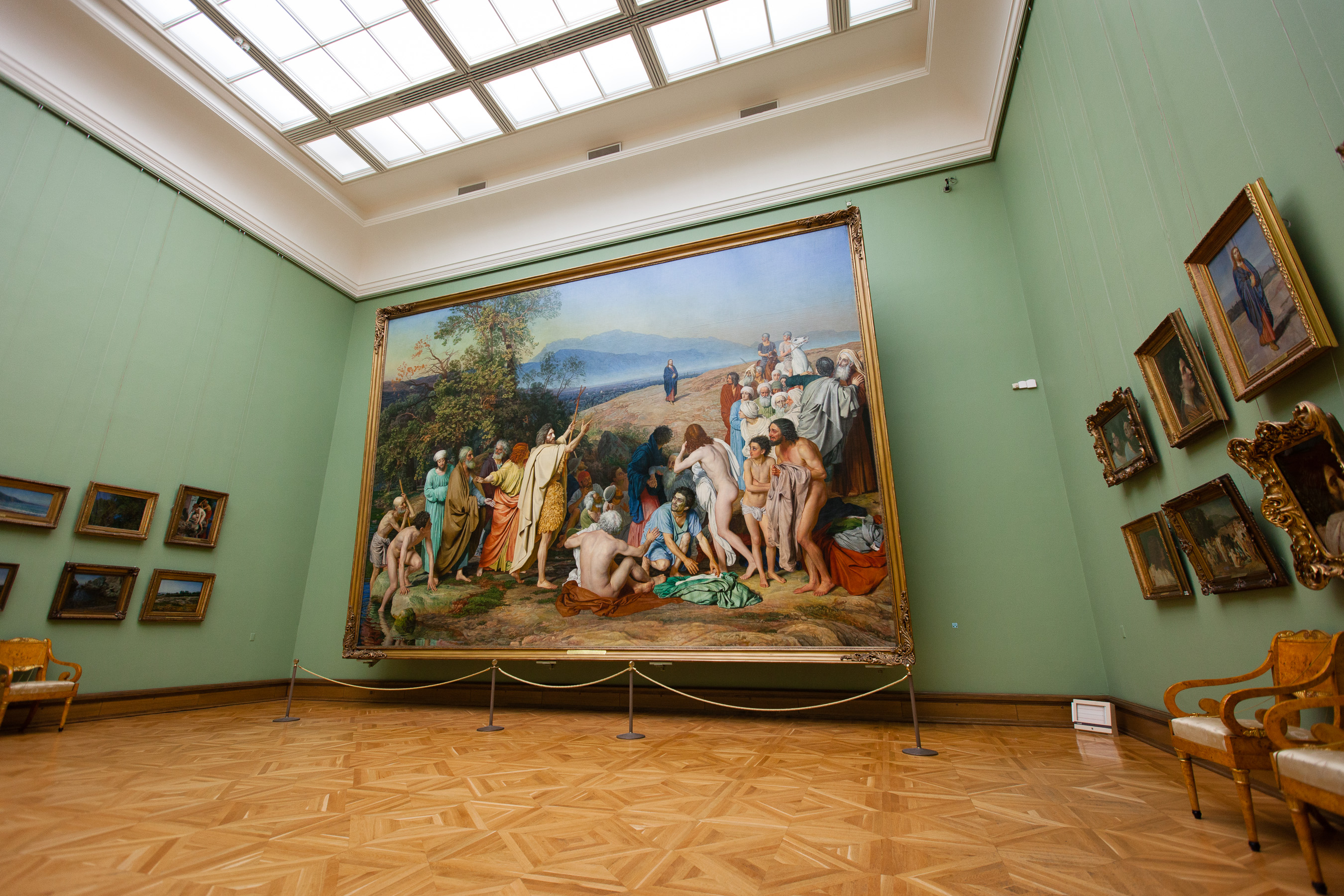
Galerie Tretiakov : la toile d'Ivanov

Le Musée russe de Saint-Pétersbourg conserve trois esquisses et de nombreuses études relatives à ce tableau d'Ivanov.

## Critique et description
Le tableau de L'Apparition du Christ au peuple est une œuvre maîtresse d'Ivanov, qui résume toute sa vie d'artiste. Par la hauteur de l'idéal qu'il inspire, l'effort qu'il représente, la perfection de sa réalisation, il constitue un des monuments les plus imposants de la peinture russe du XIXe siècle. Le sujet lui parut exprimer à la fois la révélation du Messie et l'idéal religieux du peuple russe. En lisant l'évangile de saint Jean, Ivanov découvre que toute la substance de celui-ci réside dans ce moment ou Jean le Baptiste, voyant venir le Christ vers lui, dit au peuple : " Voici l'agneau de Dieu qui enlève les péchés du monde. C'est celui dont je disais : Il vient un homme qui m'est préféré : car il est plus grand que moi. Il faut qu'il croisse et que je diminue ". Louis Réau remarque que ce passage de l'évangile est celui qui est transcrit en latin et montré du doigt par Jean le Baptiste sur la Crucifixion de Colmar de Mathias Grünewald, une des œuvres les plus puissantes de la peinture germanique . 
```

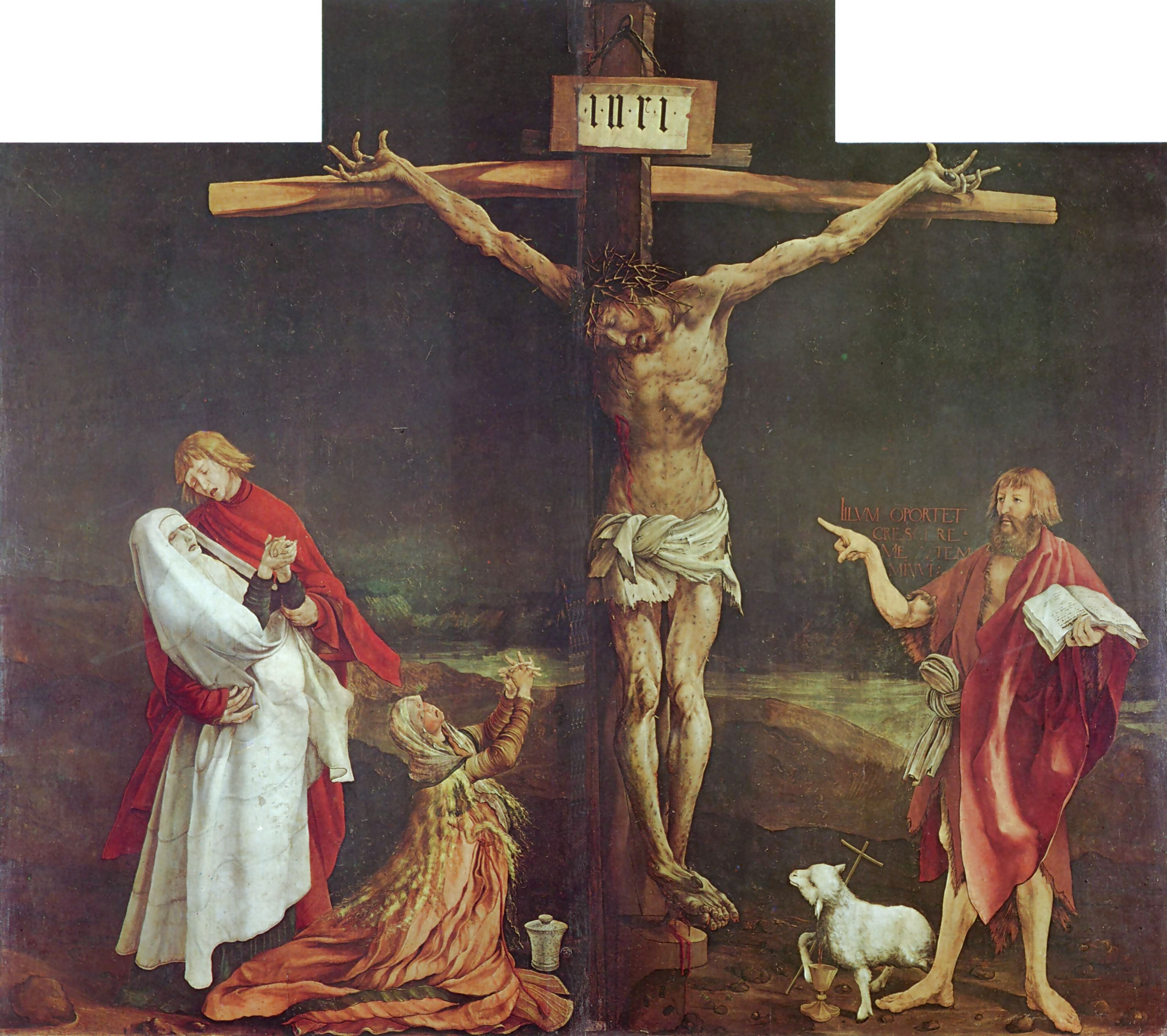
Mathias Grünewald, Crucifixion de Colmar (1512-1516)

« Illum opportet crescere me autem minui »
[
8
]
,
[
9
]
. 
```

Ivanov se considère comme l'apôtre de la culture russe et veut prouver à Rome que les artistes de son pays sont capables d'égaler les artistes occidentaux. La peinture de genre « à la française » ne suscite que son mépris et il souhaite que son œuvre ouvre la voie à d'autres compositions historiques qui répandront la gloire de la peinture russe à travers le monde. La Russie, écrit-il en 1837, ne fait que commencer à fleurir et ses artistes n'ont encore presque rien produit.
Cet idéal à la fois religieux et national, voisin de celui des « slavophiles » explique l'effort qu'il s'est imposé pendant 25 ans pour réaliser cette toile. Les six cents études faites en vue de ce tableau permettent de se représenter le travail nécessaire.
Ses esquisses se répartissent en deux catégories : les études de détails d'une part et les recherches de compositions d'autre part. 
Étude de détails.
Celles de détails attestent sa conscience scrupuleuse et son respect de la nature. Il apportait à la préparation du travail un souci de documentation scientifique. Il aurait voulu aller en Palestine pour situer exactement ses personnages. En vain. L'Académie de Saint-Pétersbourg lui répond que Raphaël avait fait de grandes choses sans avoir jamais été en Orient.
Il dut se contenter de l'Italie où il cherchait dans les marais Pontins l'équivalent du désert de Judée, à Pérouse sur le lac Trasimène des baigneurs nus en plein air.
À côté d'études très modernes, peintes d'après nature, Ivanov reprend d'innombrables copies d'œuvres antiques pour créer par un subtil mélange le type idéal de ses rêves.
Dans une étude à l'huile il juxtapose à des figures différentes de Christ, les têtes de l'Apollon du Belvédère et du Laocoon : à Apollon il emprunte l'ovale des yeux et le modelé du front, au Laocoon, les muscles contractés des sourcils et des joues.
Composition.
Le travail de composition ne fut pas moindre que celui de l'étude des détails. Ivanov, tourmenté par le désir du mieux, demande des avis de tous côtés auprès d'artistes italiens ou étrangers, ou à son père resté à Pétersbourg. Des avis contradictoires qui laissent des traces dans son œuvre. On lui conseille de diminuer le nombre de nus qui ressemblent plus à des académies d'école qu'à des auditeurs réels.
Johann Friedrich Overbeck, consulté remarque que saint Jean le Baptiste en tournant sa tête vers les spectateurs prend un air d'acteur. Il lui conseille de tourner légèrement la tête de profil. Vincenzo Camuccini lui conseille de peindre, aux pieds de saint Jean le Baptiste, une croix et une coupe, comme s'il jetait ses attributs au moment où le Christ apparaît. Bertel Thorvaldsen est d'avis de placer une croix dans la main de Jean le Baptiste.
Ivanov suit une partie des conseils et remanie complètement son tableau en y introduisant le personnage nu, grelottant, portant en main un vêtement à côté de son fils et celui du vieillard nu, de dos avec son esclave vêtu de bleu. Au second plan le peintre ajoute des figures de Pharisiens et de soldats à cheval. Ivanov écrit à son père les changements qui apparaissent dans sa deuxième esquisse et s'en explique. Jean Baptiste tient une croix pour qu'on le reconnaisse du premier coup d’œil.
Il porte un manteau pour lui donner plus d'importance. Derrière Jean Baptiste saint Jean l'apôtre avec des cheveux roux. Son visage de Juif hellénisé est d'une grâce presque féminine. Ivanov s'efforce, écrit-il, de leur donner les traits inventés pour La Cène de Léonard de Vinci. Derrière saint Jean, André et Nathanaël.
Au centre, un garçon habillé de bleu foncé aide son père à se relever pour voir le Messie. Dans une deuxième lettre à son père datée de mars 1839, Ivanov explique les changements qu'il apporte au fond de paysage. Il remplace des roches escarpées et les murailles de Jérusalem par une plaine d'oliviers toute embuée de vapeurs. La figure du Christ se détache mieux ainsi et le tableau gagne en profondeur. Au second plan apparaît un groupe plus dense de Pharisiens, de lévites incrédules, de soldats.
 
Le Sauveur apparaît au sommet de la colline. Sa silhouette va peu à peu grandir.
Louis Réau considère cette composition trop étudiée. La fraîcheur des études semble s'être évaporée dans l'assemblage des différentes parties ce qui lui fait perdre l'accord des tons. Il la compare aux œuvres d'Albert Dürer, à ses grands tableaux religieux qui sont des mosaïques juxtaposées, écrit-il, ingénieusement assemblées, mais où le charme des couleurs disparaît. Réau remarque que la lenteur d'exécution a nui à l'unité de cette œuvre grandiose. Il remarque également que, un quart de siècle après le début de son exécution, le tableau est devenu « inactuel » et le public de Saint-Pétersbourg quand il lui fut présenté en 1857, se contenta de saluer froidement ce « revenant devenu vieux ».